# Sabana de La Mar (ort)
Sabana de La Mar är en ort i Dominikanska republiken.   Den ligger i provinsen Hato Mayor, i den östra delen av landet, 90 km nordost om huvudstaden Santo Domingo. Sabana de La Mar ligger 9 meter över havet och antalet invånare är 13 977.
Terrängen runt Sabana de La Mar är platt norrut, men åt sydväst är den kuperad. Havet är nära Sabana de La Mar åt nordost.  Sabana de La Mar är det största samhället i trakten. 